# Thylacine (musicien)
Pour l’article homonyme, voir Thylacine.
William Rezé, dit Thylacine, né le 13 août 1992 à Angers, est un musicien et compositeur français de musique électronique.
Son nom de scène fait référence au thylacine, également appelé loup de Tasmanie.

## Biographie
Thylacine est né à Angers,,.
Il a initialement un parcours au conservatoire de musique classique avant d'intégrer les beaux-arts,. Actif depuis 2012 dans la musique électronique, il a un passé de saxophoniste dans différents groupes.
Il se dit proche de Fakear et de Superpoze et cite Massive Attack, Four Tet ou Moderat parmi ses influences.
Inspiré par le voyage, Thylacine a travaillé ses musiques dans le Transsibérien en Russie, ou encore en Argentine, à bord d'une caravane Airstream.
En 2014, il est l'un des trois lauréats des Inouïs du Printemps de Bourges parmi les trente-deux sélectionnés.
En 2020, durant le premier confinement, Thylacine sort l'album Timeless, revisitant des morceaux de musique classique,. À l'exception de la neuvième piste, chaque titre reprend le nom d'un musicien classique. Le clip animé et en noir et blanc de Satie I a été réalisé par la photographe Cécile Chabert.

## Discographie
Albums
EP et singles

## Filmographie
Sauf indication contraire, les informations mentionnées dans cette section peuvent être confirmées par les bases de données cinématographiques IMDb et Allociné,  présentes dans la section « Liens externes ».
Thylacine a aussi écrit quelques bandes originales :
- 2011 : Gossamer (série télévisée), épisode Orientation (thème musical)
- 2017 : De toutes mes forces, film de Chad Chenouga
- 2017 : Gaspard va au mariage, film d'Antony Cordier
- 2020 : OVNI(s), série réalisée par Antony Cordier
- 2024 : Winter palace, série réalisée par Pierre Monnard et Lindsay Shapero et produite par la RTS en collaboration avec Netflix